# Дуке (Порторико)
Дуке (шп. Duque) град је у америчкој острвској територији Порторико, острвској држави Кариба.

## Демографија
По попису из 2010. године број становника је 1.320, што је 209 (-13,7%) становника мање него 2000. године.
| Група             | 2000.         | 2010.         |
| Белци             | 14 (0,9%)     | 6 (0,5%)      |
| Афроамериканци    | 128 (8,4%)    | 257 (19,5%)   |
| Азијати           | 5 (0,3%)      | 4 (0,3%)      |
| Хиспаноамериканци | 1.508 (98,6%) | 1.313 (99,5%) |
| Укупно            | 1.529         | 1.320         |